# 日本人 (雑誌)
『日本人』（にほんじん）は、1888年（明治21年）4月から1906年（明治39年）12月まで発行された、政教社の政治評論雑誌。1907年から、『日本及日本人』になった。

## 歴史
言論団体政教社の機関誌である。同社は、志賀重昂、棚橋一郎、井上円了、杉江輔人、菊池熊太郎、三宅雪嶺、辰巳小次郎、松下丈吉、島地黙雷、今外三郎、加賀秀一、11名の同人により1888年4月結成され、同月『日本人』誌を創刊した。間もなく、杉浦重剛、宮崎道正、中原貞七が加わった。半月刊ないし週刊だった。創刊早々、高島炭鉱事件でキャンペーンを組み、国会の大臣弾劾権問題を特集した。
同人らには西欧の知識があった。政治的看板は国粋主義だったが、それは日本のすべてを讃え外国のすべてを退ける極右では全くなく、志賀によれば次だった。『宗教・徳教・美術・政治・生産の制度は「国粋保存」で守らねばならぬが、日本の旧態に飽くまでこだわれというのではない。ただし西欧文明は、日本の胃腸で咀嚼し消化して取り入れるべきだ』（第2号所載『「日本人」が懐抱する処の旨義を告白す』の大意）。
政府が急ぐ鹿鳴館的西欧化を批判して、頻繁に発禁処分を受け、雑誌はそれを避けて改名し、次のように変転した。
- 第一次『日本人』：1888年4月 - 1891年6月
- 『亜細亜』：1891年6月 - 1893年9月
- 第二次『日本人』：1893年10月 - 1895年2月
- 『亜細亜』：1893年12月 - ？
- 第三次『日本人』：1895年7月 - 1906年12月

同人誌として出発したものの、第二次『日本人』は志賀と三宅とが編み、内藤湖南、浅水南八、畑山芳三、長沢別天らが助けた。日清戦争の1894年には、のべ半年以上の休刊を強いられた。
第三次『日本人』は三宅の個人雑誌的になった。日本新聞社の社屋内に編集室を置いた時期もあって、1902年には日本新聞の陸羯南社長が日本人誌の社説を受け持ち、1904年からは三宅が日本新聞の社員を兼ねて日本新聞の社説を書くという、一心同体的な仲になった。
1906年（明治39年）、日本新聞の社長交代を不服として多くの社員が政教社へ移り、三宅雪嶺は、『日本人』誌と『日本』紙との伝統を受け継ぐとして、雑誌を『日本及日本人』と改名して主宰し、『日本人』誌は通巻449号で発展的に終刊した。
発行部数は、初期に500 - 600、盛期で4000足らずだった。
上記以外のおもな執筆者を、初出の順に並べる。松岡好一、吉本襄、巖谷小波、福本日南、岡本監輔、加藤七五郎、斎藤祥三郎、加藤弘之、渡邊洪基、井上毅、鈴木券太郎、田岡嶺雲、赤羽雄一、石橋禹三郎、海浦篤弥、国府犀東、坪内逍遙、尾崎行雄、神鞭知常、高浜虚子、市島謙吉、徳富蘇峰、島田三郎、犬養毅、池辺三山、天野為之、国友重章、肥塚龍、正岡子規、横井時雄、江藤新作、笹川潔、白河鯉洋、菊池九郎、関戸覚蔵、南園竹翠、田島錦治、内村鑑三、中井喜太郎、久保田譲、干河岸貫一、藤田豊八、田口卯吉、樽井藤吉、湯本武比古、片山潜、朝比奈知泉、黒岩涙香、桐生悠々、梁啓超、高田早苗、坪井正五郎、幸徳秋水、森外三郎、来馬琢道、稲垣伸太郎、吉川潤二郎、山本良吉、山田一郎、鈴木大拙、円城寺清、丸山幹治、小川平吉、久津見息忠、山県悌三郎、浮田和民、村井啓太郎、稲田周之助、赤羽一、三淵忠彦、野上啓之助、江渡狄嶺、和田鼎、結城蓄堂、建部遯吾、須崎芳三郎、花井卓蔵、阪東宣雄、戸水寛人、根来源之、小川運平、松井広吉、高橋亨、岡野養之助、煙山専太郎、千葉亀雄、境野哲、小島烏水、中村千代松、長谷川如是閑、胡桃正見、牧口常三郎、中村不折、元良勇次郎。